# ويليام هنري ميريل
ويليام هنري ميريل (بالإنجليزية: William Henry Merrill)‏ هو مهندس أمريكي، ولد في 29 ديسمبر 1868، وتوفي في 17 سبتمبر 1923.